# 충익사
충익사(忠翼祠)는 대한민국 경상남도 의령군 의령읍 중동리 남산 밑에 있는 사당이다. 임진왜란 때 최초로 의병을 일으켜 나라를 지켰던 홍의장군 곽재우와 그 휘하 장병들의 위패를 모신 사당과 의병의 전적도와 유물을 전시한 기념관, 충의각이 있다. 충익사 경내 입구에 우뚝 솟은 의병탑은 곽재우 장군과 휘하 17장령의 위훈을 기리고 연혼을 추모하기 위하여 건립하였으며 탑의 높이 27m로 가운데 둥근 18개의 백색환은 곽재우 장군과 17장령을 뜻하고 양쪽기둥의 팔자형은 횃불을 상징한다.
곽재우 장군의 추모행사는 1972년 이래로 매년 거행하며 1978년 이곳에 사당을 마련하였다.
기념관에는 곽재우 장군의 전적도 5폭과 보물 제671호로 지정된 장검 등 유물 등이 소장되어 있으며 경내 뜰 안에는 도기념물 제83호 모과나무가 있다. 또한 주변에는 우리 선조의 숨결을 느낄 수 있는 군립의령박물관과 남산 정상에는 중동고분군과 아래에 체육공원이 자리잡고 있어 가족과 함께 여가를 즐기거나 각종 모임 장소로서 안성맞춤이다.